# Юрай Мікуш (1987)
Юрай Мікуш (словац. Juraj Mikúš; 30 листопада 1987, м. Скалиця, ЧССР) — словацький хокеїст, центральний нападник.
Вихованець хокейної школи ХК «Скаліца». Виступав за ХК «Скаліца», «Шікутімі Сагененс» (QMJHL), ХК «Банська Бистриця», «Манчестер Монаркс» (АХЛ), «Динамо» (Рига), «Спартак» (Москва), «Лев» (Попрад), ТПС (Турку), «Лев» (Прага).
У чемпіонатах Словаччини — 205 матчів (63+94), у плей-оф — 41 матч (17+22). У чемпіонатах Фінляндії провів 17 матчів (5+5).
У складі національної збірної Словаччини провів 63 матчі (14 голів); учасник чемпіонатів світу 2008, 2009 і 2012 (18 матчів, 1+4). У складі молодіжної збірної Словаччини учасник чемпіонатів світу 2006 і 2007. У складі юніорської збірної Словаччини учасник чемпіонату світу 2005.
Брат: Томаш Мікуш.
Досягнення
- Срібний призер чемпіонату світу (2012)